# Nicolae Matuși
Nicolae Matuși, Nicolaos Matussis, Nicolae Matussi (în greacă Νικόλαος Ματούσης; 1898 – după 1981) a fost un avocat aromân, politician și lider al mișcării politice și paramilitare „Legiunea Romană” în timpul celui de-al Doilea Război Mondial în Grecia Centrală.
Nicolae Matuși s-a născut în Samarina în munții Pindului. El s-a consacrat cauzei aromânilor din Grecia și din anul 1923 a fost secretar general al Partidului Comunist din Trikala. În 1926, el a fost exclus din partid, fiind acuzat de „naționalism burghez” și „separatism”. A plecat în Larisa, unde a intrat în „Partidul Țărănist” condus de Yannis Sofianopoulos. A fost avocat în Larisa înainte de a părăsi Țărăniștii pentru a adera la „Legiunea Romană”, întemeiată de compatriotul său, Alcibiade Diamandi, și astfel denumită în referire la legiunea romană nr. V „Alauda” (ciocârlia) din Antichitate, care fusese cantonată în Moesia (unde a și fost nimicită de Daci). În anul 1941, în condițiile în care trupele italiene ocupaseră Grecia împreună cu cele germane, Diamandi a pus „Legiunea Romană” la dispoziția ocupanților în speranța că aceștia vor accepta constituirea unui „Principat” aromân al Pindului. Nicolae Matuși a fost al doilea în ierarhia de conducere în „Legiunea Romană”, o mișcare care s-a împotrivit acțiunilor partizanilor greci (în majoritate comuniști) din nord-vestul și centrul Greciei. 
În 1942, Diamandi, căutat de partizanii greci ca „trădător de țară" și „slugă a ocupanților fasciști”, a fugit în România, iar Matuși a devenit liderul „Legiunii Romane”. În toamna 1943 Italia a trecut de partea Aliaților, trupele sale au părăsit Grecia (nu rareori predând armele partizanilor greci) iar „Legiunea” s-a destrămat. Nicolae Matuși a plecat la Atena, dar și acolo rezistanța grecească era activă, astfel că a fost obligat să se refugieze la rândul său în România.
În 1948, Matuși a fost condamnat în România comunistă la 20 de ani de lagăr de muncă silnică în Dobrogea, la canalul Dunăre-Marea Neagră. În 1964, la cererea guvernului grec, a fost predat autorităților elene, care l-au judecat la Atena pentru înaltă trădare (ca mai mulți membri ai „Legiunii Romane”, imediat după război, în 1945-1947). La această instanță, cu sprijinul martorilor apărării, a fost declarat nevinovat de crimele de război imputate „Legiunii”, dar i s-au retras drepturile civice deoarede condusese o mișcare separatistă. Matuși a argumentat că el nu a combătut statul grec ci comunismul. În 1976 a fost amnistiat oficial și drepturile sale civile au fost complet restaurate de către un tribunal grec. Și-a trăit restul vieții la Atena, decedând în 1981.

## Familia
El a fost căsătorit în 1920 cu Sofia Balodimu (decedată în 1984). Au avut împreună o fiică Polixenia Matoussis, pictoriță (1927 – 28 septembrie 1985).